# 宇宙戦艦ヤマトシリーズの登場艦船一覧
宇宙戦艦ヤマトシリーズの登場艦船一覧（うちゅうせんかんヤマトシリーズのとうじょうかんせんいちらん）は「宇宙戦艦ヤマトシリーズ」に登場した宇宙艦船の一覧。本記事に掲載されているのは作品ごとに登場する艦の名称とリンクのみで、解説はリンク先の各記事に依っている。
当一覧では、登場作品ごとに艦型名称のみ記載し、固有艦名があっても同型艦等は除外する。

## 原作アニメシリーズ

### 宇宙戦艦ヤマト

#### 地球防衛軍
- 宇宙戦艦ヤマト
- 沖田艦
- ゆきかぜ

#### ガミラス帝国
- デスラー艦
- 駆逐型デストロイヤー艦
- 駆逐型ミサイル艦
- 高速巡洋型クルーザー
- 新型駆逐艦
- シュルツ艦
- 高速空母
- 三段空母
- 戦闘空母
- ドメラーズ3世
- ドメラーズ2世
- 病院船
- タンカー・ロケット
- バラノドン輸送船

#### イスカンダル
- サーシャの宇宙船

#### 大日本帝国海軍
- 戦艦大和
- 陽炎型駆逐艦

### 宇宙戦艦ヤマト 劇場版

#### 地球防衛軍（映画 第1作）
- 宇宙戦艦ヤマト
- 沖田艦
- ゆきかぜ

#### ガミラス帝国（映画 第1作）
- 駆逐型デストロイヤー艦
- 駆逐型ミサイル艦
- 高速巡洋型クルーザー
- シュルツ艦
- 高速空母
- 三段空母
- 戦闘空母
- ドメラーズ2世

#### イスカンダル（映画 第1作）
- サーシャの宇宙船

#### 大日本帝国海軍（映画 第1作）
- 戦艦大和
- 陽炎型駆逐艦

### さらば宇宙戦艦ヤマト 愛の戦士たち

#### 地球防衛軍および地球連邦（映画 第2作）
- 宇宙戦艦ヤマト
- アンドロメダ
- 主力戦艦
- 巡洋艦
- 護衛艦
- 駆逐艦
- パトロール艦
- 輸送船

#### 白色彗星帝国
- 超巨大戦艦
- 超大型空母
- 高速中型空母
- ミサイル艦
- 大戦艦
- 駆逐艦
- 潜宙艦
- 新デスラー艦

#### その他
- 脱出ロケット

### さらば宇宙戦艦ヤマト 愛の戦士たち / 宇宙戦艦ヤマト2

#### 地球防衛軍および地球連邦（TVアニメ 第2作）
- 宇宙戦艦ヤマト
- アンドロメダ
- 主力戦艦
- 地球側空母
- 巡洋艦
- 護衛艦
- 駆逐艦
- パトロール艦
- 輸送船

#### 白色彗星帝国（TVアニメ 第2作）
- 超巨大戦艦
- 超大型空母
- 高速中型空母
- ミサイル艦
- 大戦艦
- 駆逐艦
- 潜宙艦（スペースサブ）
- メダルーザ
- 輸送艦

#### ガミラス帝国（TVアニメ 第2作）
- 新デスラー艦
- 三段空母
- 戦闘空母
- 駆逐型デストロイヤー艦
- 駆逐型ミサイル艦
- 高速巡洋型クルーザー
- シュルツ艦の同型艦

#### テレザート
- テレザリアム

#### その他
- 脱出ロケット

### 宇宙戦艦ヤマト 新たなる旅立ち

#### 地球防衛軍（TVスペシャル）
- 宇宙戦艦ヤマト

#### ガミラス帝国（TVスペシャル）
- デスラー戦闘空母
- 三段空母
- 駆逐型デストロイヤー艦

#### 暗黒星団帝国
- 巨大戦艦プレアデス
- 護衛艦
- 作業母艦
- 作業艦
- 加工艦
- 輸送艦

### ヤマトよ永遠に

#### 地球防衛軍（映画 第3作）
- 宇宙戦艦ヤマト
- 無人艦隊大型艦
- 無人艦隊小型艦

#### 暗黒星団帝国（映画 第3作）
- 巨大戦艦ガリアデス
- 巡洋艦
- 護衛艦
- 巨大宙母
- 巨大輸送艦
- 戦艦グロデーズ

### 宇宙戦艦ヤマトIII

#### 地球防衛軍および地球連邦（TVアニメ 第3作）
- 宇宙戦艦ヤマト
- アリゾナ
- プリンス・オブ・ウェールズ
- ビスマルク
- ノーウィック
- 巡洋艦
- 警備艇（パトロール艦）
- 駆逐艦
- 大探査船
- 移住船
- 宇宙開発気象局の気象観測宇宙船（宇宙開発気象局一等技官　団彦次郎の宇宙船）
- 太陽観光船
- 山上一家（バーナード星の開拓者）の旧式宇宙船

#### ガルマン・ガミラス帝国
- 新型デスラー艦
- デスラー砲艦
- グスタフ艦
- 二連三段空母
- 戦闘空母
- 円盤形白色旗艦
- 大型戦闘艦
- 中型戦闘艦
- 惑星破壊ミサイル艦
- 駆逐艦
- 駆逐型デストロイヤー艦
- 工作母艦（フラウスキー少佐の艦）
- 調査船（ヘルマイヤー少佐の艦）

#### ボラー連邦
- ラジェンドラ号
- 戦艦Aタイプ
- 戦艦Bタイプ
- デストロイヤー艦
- 大型空母
- 戦闘空母
- ゴルサコフ艦
- バルコム艦
- ハーキンス艦
- ベムラーゼ艦
- 囚人輸送船

#### その他（TVアニメ 第3作）
- シャルバート教巡礼船

### 宇宙戦艦ヤマト完結編

#### 地球防衛軍および地球連邦（映画 第4作）
- 宇宙戦艦ヤマト
- 戦艦
- 巡洋艦
- 駆逐艦
- 大型移住用宇宙船
- 中型移住用宇宙船
- 貨物宇宙船（タテ型）
- 連結式貨物宇宙船

#### ディンギル帝国
- 移動要塞母艦
- 巨大戦艦ガルンボルスト
- カリグラ級中型戦艦
- 水雷母艦
- プレ・ノア
- 岩石ロケット
- 巨大空母

#### ガルマン・ガミラス帝国（映画 第4作）
- 新デスラー艦
- 駆逐型ミサイル艦

### YAMATO2520

#### 地球連邦軍
- 第18代宇宙戦艦YAMATO
- ドレッドノート型戦艦
- 巡洋艦
- 第17代宇宙戦艦YAMATO
- ブルーノア

#### セイレーン連邦軍
- ドレッドノート型戦艦（地球連邦軍の物とは別物）
- 潜宙艦

### 宇宙戦艦ヤマト 復活篇

#### 地球防衛軍および地球連邦（映画 第5作）
- 宇宙戦艦ヤマト
- 宇宙空母ブルーノア
- スーパーアンドロメダ級戦艦
- ドレッドノート級主力戦艦
- 波動実験艦ムサシ（ディレクターズカット版のみ）
- アンドロメダA12（ディレクターズカット版のみ）
- ペンシルバニア（ディレクターズカット版のみ）
- ユキカゼ級駆逐艦（ディレクターズカット版のみ）
- パトロール艦（ディレクターズカット版のみ）
- 移民宇宙船
- 深宇宙貨物船「ゆき」

#### 大ウルップ星間国家連合軍
- SUS
  - 旗艦マヤ
  - SUS戦艦
  - 潜宙艦
- エトス
  - 旗艦シーガル
  - エトス戦艦
- フリーデ
  - フリーデ戦艦
- ベルデル
  - ベルデル空母
- アマール
  - パスカル艦
  - アマール戦艦

## リメイクアニメシリーズ

### 宇宙戦艦ヤマト2199

#### 国連宇宙軍
- 宇宙戦艦ヤマト
- 金剛型宇宙戦艦
- 村雨型宇宙巡洋艦
- 磯風型突撃宇宙駆逐艦

#### 大ガミラス帝星
- 特一等航宙戦闘艦 デウスーラII世
  - 独立戦闘指揮艦（デウスーラII世・コアシップ）
- ゼルグート級一等航宙戦闘艦
- ハイゼラード級航宙戦艦
- ガイデロール級航宙戦艦
- メルトリア級航宙巡洋戦艦
- デストリア級航宙重巡洋艦
- ケルカピア級航宙高速巡洋艦
- クリピテラ級航宙駆逐艦
- ポルメリア級強襲航宙母艦
- ガイペロン級多層式航宙母艦
- ゲルバデス級航宙戦闘母艦
- 次元潜航艦
- デラメヤ級強襲揚陸艦
- 輸送艦

#### イスカンダル（リメイクアニメ第1作）
- 恒星間連絡宇宙船シェヘラザード

#### ガトランティス
- ラスコー級宇宙巡洋艦
- ククルカン級宇宙駆逐艦
- ナスカ級宇宙中型空母

### 宇宙戦艦ヤマト2199 追憶の航海

#### 国連宇宙軍（リメイクアニメ第2作）
- 宇宙戦艦ヤマト
- 金剛型宇宙戦艦
- 村雨型宇宙巡洋艦
- 磯風型突撃宇宙駆逐艦

#### 大ガミラス帝星（リメイクアニメ第2作）
- 特一等航宙戦闘艦 デウスーラII世
  - 独立戦闘指揮艦（デウスーラII世・コアシップ）
- ゼルグート級一等航宙戦闘艦
- ハイゼラード級航宙戦艦
- ガイデロール級航宙戦艦
- メルトリア級航宙巡洋戦艦
- デストリア級航宙重巡洋艦
- ケルカピア級航宙高速巡洋艦
- クリピテラ級航宙駆逐艦
- ポルメリア級強襲航宙母艦
- ガイペロン級多層式航宙母艦
- ゲルバデス級航宙戦闘母艦
- 次元潜航艦
- 輸送艦

#### イスカンダル（リメイクアニメ第2作）
- 恒星間連絡宇宙船シェヘラザード

### 宇宙戦艦ヤマト2199 星巡る方舟

#### 国連宇宙軍（リメイクアニメ第3作）
- 宇宙戦艦ヤマト
- 金剛型宇宙戦艦

#### 大ガミラス帝星（リメイクアニメ第3作）
- ゼルグート級一等航宙戦闘艦
- デストリア級航宙重巡洋艦
- ケルカピア級航宙高速巡洋艦
- クリピテラ級航宙駆逐艦
- ガイペロン級多層式航宙母艦
- ゲルバデス級航宙戦闘母艦

#### 帝星ガトランティス
- メダルーサ級殲滅型重戦艦
- ラスコー級突撃型巡洋艦
- ククルカン級襲撃型駆逐艦
- ナスカ級打撃型航宙母艦

#### アケーリアス
- 恒星間播種船シャンブロウ

### 宇宙戦艦ヤマト2202 愛の戦士たち

#### 地球連邦防衛軍
- 宇宙戦艦ヤマト
- 前衛武装宇宙艦 戦艦型（アンドロメダ級）
- 前衛武装宇宙艦 空母型（アンドロメダ級）
- 前衛航宙艦（ドレッドノート級）
- パトロール艦
- 護衛艦
- 金剛改型宇宙戦艦 / 金剛改II型宇宙戦艦
- 村雨改型宇宙巡洋艦
- 磯風改型突撃宇宙駆逐艦
- 輸送船きさらぎ
- 波動実験艦 銀河

#### ガミラス（リメイクアニメ第4作）
- ゼルグート級一等航宙戦闘艦
- ハイゼラード級航宙戦艦
- ガイデロール級航宙戦艦
- メルトリア級航宙巡洋戦艦
- デストリア級航宙重巡洋艦
- ケルカピア級航宙高速巡洋艦
- クリピテラ級航宙駆逐艦
- ゲルバデス級航宙戦闘母艦
- ガイペロン級多層式航宙母艦
- 次元潜航艦
- デラメヤ級強襲揚陸艦
- ノイ・デウスーラ
  - コアシップ

#### 帝星ガトランティス（リメイクアニメ第4作）
- メダルーサ級殲滅型重戦艦
- 前期ゴストーク級ミサイル戦艦
  - ゴストーク＝ジェノサイドスレイブ
- ラスコー級突撃型巡洋艦
- ククルカン級襲撃型駆逐艦
- ナスカ級打撃型航宙母艦
- ガイゼンガン兵器群 カラクルム級戦闘艦
- ガイゼンガン兵器群 アポカリクス級航宙母艦
- ガイゼンガン兵器群 自滅型攻撃艦イーターI

### 「宇宙戦艦ヤマト」という時代 西暦2202年の選択
※が付記されている艦船は新作パートに登場している。

#### 国連宇宙軍・地球連邦防衛軍（リメイクアニメ第5作）
- 宇宙戦艦ヤマト
- 金剛型宇宙戦艦※
  - 金剛改型宇宙戦艦 / 金剛改II型宇宙戦艦
- 村雨型宇宙巡洋艦※
  - 村雨改型宇宙巡洋艦
- 磯風型突撃宇宙駆逐艦※
- 前衛武装宇宙艦 戦艦型（アンドロメダ級）
- 前衛武装宇宙艦 空母型（アンドロメダ級）
- 前衛航宙艦（ドレッドノート級）
- パトロール艦
- 護衛艦
- 波動実験艦 銀河

#### ガミラス（リメイクアニメ第5作）
- 特一等航宙戦闘艦 デウスーラII世
- ノイ・デウスーラ
- コアシップ
- ゼルグート級一等航宙戦闘艦
- ハイゼラード級航宙戦艦
- ガイデロール級航宙戦艦※
- メルトリア級航宙巡洋戦艦
- デストリア級航宙重巡洋艦※
- ケルカピア級航宙高速巡洋艦※
- クリピテラ級航宙駆逐艦※
- ガイペロン級多層式航宙母艦
- ゲルバデス級航宙戦闘母艦
- 次元潜航艦

#### 帝星ガトランティス（リメイクアニメ第5作）
- メダルーサ級殲滅型重戦艦
- 前期ゴストーク級ミサイル戦艦
  - ゴストーク＝ジェノサイドスレイブ
- ラスコー級突撃型巡洋艦
- ククルカン級襲撃型駆逐艦
- ナスカ級打撃型航宙母艦
- ガイゼンガン兵器群 カラクルム級戦闘艦
- ガイゼンガン兵器群 アポカリクス級航宙母艦
- ガイゼンガン兵器群 自滅型攻撃艦イーターI

#### イスカンダル（リメイクアニメ第5作）
- 恒星間連絡宇宙船シェヘラザード

#### その他（リメイクアニメ第5作）
- 火星宇宙海軍 戦闘艦※
- 異星文明の宇宙船※

### 宇宙戦艦ヤマト2205 新たなる旅立ち

#### 地球連邦防衛軍（リメイクアニメ第6作）
- 宇宙戦艦ヤマト
- ドレッドノート改級補給母艦
- ドレッドノート改級戦闘空母
- 波動実験艦 銀河
- アンドロメダ級
- パトロール艦

#### ガミラス（リメイクアニメ第6作）
- 特一等航宙戦闘母艦 デウスーラIII世
- ゼルグート級一等航宙戦闘艦
- ガイデロール級航宙戦艦
- デストリア級航宙重巡洋艦
- クリピテラ級航宙駆逐艦
- ガイペロン級多層式航宙母艦
- 次元潜航艦
- 超ゲルバデス級航宙輸送艦
- コアシップ
- 簡易都市型移民船
- 重機材運搬船
- タンカー船
- 病院船
- ガミラス民間船
- 地球型移民船（※画面上には未登場）

#### デザリアム
- プレアデス改級攻勢型戦艦
- プレアデス級攻勢型戦艦
- ヒアデス級護衛艦

#### ボラー連邦
- 航宙母艦
- 戦艦A型
- 戦艦B型

### ヤマトよ永遠に REBEL3199

#### 地球連邦防衛軍（リメイクアニメ第7作）
- 宇宙戦艦ヤマト
- アスカ級補給母艦
- ヒュウガ級戦闘母艦
- 波動実験艦 銀河
- アリゾナ級宇宙戦艦
- アンドロメダ級宇宙戦艦
- ドレッドノート級主力戦艦
- 無人艦隊コマンド艦 グラディエーター
- 無人艦隊迎撃艦 エイジャックス

#### デザリアム（リメイクアニメ第7作）
- グロデーズ級殲滅型戦艦
- プレアデス改級攻勢型戦艦
- プレアデス級攻勢型戦艦
- ヒアデス級護衛艦
- タイゲタ級大型輸送艦

#### ガルマン・ガミラス
- 特一等航宙戦闘母艦 デウスーラIII世
- ハイゼラード級航宙戦艦
- デストリア級航宙重巡洋艦
- ケルカピア級航宙高速巡洋艦
- ガイペロン級多層式航宙母艦
- ゼランダル級攻撃型次元潜航艦

#### ボラー連邦（リメイクアニメ第7作）
- ガノンダ型航宙母艦
- クロトガ型標準戦艦
- アマンガ型ミサイル戦艦

## PSゲームシリーズ

### 宇宙戦艦ヤマト 遥かなる星イスカンダル

#### 地球防衛軍（PSゲームシリーズ第1作）
- 宇宙戦艦ヤマト
- M-21741式宇宙戦艦225号
- M-21881式宇宙突撃艦

#### ガミラス帝国（PSゲームシリーズ第1作）
- デスラー艦
- 艦隊旗艦級戦艦
- 艦隊旗艦級戦艦・ミサイル艦（ゲームオリジナル）
- デストロイヤー艦
- 高速巡洋艦
- ミサイル艦
- 改ガミラス一等宇宙戦闘艦
- ドメラーズII
- 高速十字空母
- 三段空母
- 戦闘宇宙空母
- 強襲艦（ゲームオリジナル）
- 幽霊船（ゲームオリジナル）

### さらば宇宙戦艦ヤマト 愛の戦士たち（PSゲーム）
複数名称表記のあるものは、ゲーム内登場時の字幕ないしセリフでの正式名称・ユニットとしての正式名称・通称の優先順で表記している。

#### 地球防衛軍（PSゲームシリーズ第2作）
- 宇宙戦艦ヤマト
- アンドロメダ
- 主力戦艦
- 主力戦艦改級攻撃空母
- 巡洋艦
- 駆逐艦
- 護衛艦
- パトロール艦
- 防衛軍実験型戦艦（ゲームオリジナル）
- 防衛軍実験型巡洋艦（ゲームオリジナル）
- 輸送船

#### ガミラス帝国（PSゲームシリーズ第2作）
- デスラー艦
- ガミラス駆逐巡洋艦
- ガミラス攻撃空母

#### 白色彗星帝国（PSゲームシリーズ第2作）
- 超巨大戦艦ガトランティス
- 殲滅戦艦アスタロス（ゲームオリジナル）
- 火炎直撃砲搭載戦艦メダルーザ
- 大戦艦
- 巡洋艦（ゲームオリジナル）
- 高速駆逐艦
- ミサイル艦
- 超大型空母
- 高速中型空母
- 潜宙艦
- 潜宙戦艦（ゲームオリジナル）

### 宇宙戦艦ヤマト 英雄の軌跡

#### 地球防衛軍（PSゲームシリーズ第3作）
- 宇宙戦艦ヤマト

#### ガミラス帝国（PSゲームシリーズ第3作）
- 旗艦級戦艦
- デストロイヤー艦
- 三段空母

### 宇宙戦艦ヤマト イスカンダルへの追憶
※地球防衛軍・ガミラス帝国の艦船で複数の名称が併記されているものは「部隊編成時の名称 / 援軍到着時の名称」である。

#### 地球防衛軍（PSゲームシリーズ第4作）
- 宇宙戦艦ヤマト
- 戦略指揮戦艦アンドロメダ改級「春藍」（ゲームオリジナル）
- 主力戦艦級
  - 主力戦艦前期生産型
  - 主力戦艦後期生産型・甲型（ゲームオリジナル）
  - 主力戦艦後期生産型・乙型（ゲームオリジナル）
  - 主力戦艦後期生産型・丙型（ゲームオリジナル）
- 戦闘空母級/ 攻撃空母
- 巡洋艦級
  - 巡洋艦前期生産型
  - 巡洋艦後期生産型・甲型（ゲームオリジナル）
  - 巡洋艦後期生産型・乙型（ゲームオリジナル）
  - 巡洋艦後期生産型・特務型（ゲームオリジナル）
- 突撃駆逐艦級
  - 駆逐艦前期生産型
  - 駆逐艦後期生産型・甲型（ゲームオリジナル）
  - 駆逐艦後期生産型・乙型（ゲームオリジナル）
  - 駆逐艦後期生産型・丙型（ゲームオリジナル）
- パトロール艦級
- 自動超弩級戦艦級 / 無人重戦艦
- 自動重駆逐艦級 / 無人駆逐艦
- 突撃駆逐艦雪風改級大山式「雪風・改」 / 無人突撃駆逐艦「雪風（ゆきかぜ）改」（ゲームオリジナル）
- 防衛軍物資輸送／工場艦 / 輸送艦
- 改彗星帝国高速駆逐艦級（ゲームオリジナル）
- 改彗星帝国ミサイル艦級（ゲームオリジナル）
- 改彗星帝国中型空母級（ゲームオリジナル）

#### ガミラス帝国（PSゲームシリーズ第4作）
- ガミラス指揮戦艦級戦闘艦 / 指揮戦艦級戦闘艦
- 駆逐巡洋デストロイヤー級 / D型デストロイヤー（デストロイヤー級巡洋駆逐戦艦D型）
- 高速巡航デストロイヤー級 / C型デストロイヤー（デストロイヤー級巡洋駆逐戦艦C型）
- ミサイルデストロイヤー級 / M型デストロイヤー（デストロイヤー級巡洋駆逐戦艦M型）
- 改G型一等戦闘艦ドメラーズIII級 / 一等戦闘艦
- ガミラス高速十字型空母級 / 十字空母
- ガミラス多層式空母級 / 多層式空母
- 改ドメル戦闘空母級「デスラー・ガミラシア」
- 改双胴デストロイヤー級超質量物質捕獲艦 / 超質量物質捕獲艦（ゲームオリジナル）
- 円盤型戦略指揮艇「ドメラーズII」（回想ステージのみ）
- 改ドメル戦闘空母級（回想ステージのみ）

#### 白色彗星帝国（PSゲームシリーズ第4作）
- 大型戦艦級
- 高速駆逐艦級
- ミサイル艦級
- 超大型空母級

#### 暗黒星団帝国（PSゲームシリーズ第4作）
- 巨大戦艦プレアデス級
- 主力戦艦級（ゲームオリジナル）
- 巡洋艦級（ゲームオリジナル）
- 駆逐艦級（ゲームオリジナル）
- 護衛駆逐艦級
- 大型主力空母級（ゲームオリジナル）
- 資源輸送艦級（ゲームオリジナル）

### 宇宙戦艦ヤマト 暗黒星団帝国の逆襲

#### 地球防衛軍（PSゲームシリーズ第5作）
- 宇宙戦艦ヤマト
- 戦略指揮戦艦アンドロメダ改級「春藍」（ゲームオリジナル）
- 主力戦艦級
  - 主力戦艦前期生産型
  - 主力戦艦後期生産型・甲型（ゲームオリジナル）
  - 主力戦艦後期生産型・乙型（ゲームオリジナル）
  - 主力戦艦後期生産型・丙型（ゲームオリジナル）
- 戦闘空母級/ 攻撃空母
- 巡洋艦級
  - 巡洋艦前期生産型
  - 巡洋艦後期生産型・甲型（ゲームオリジナル）
  - 巡洋艦後期生産型・乙型（ゲームオリジナル）
  - 巡洋艦後期生産型・特務型（ゲームオリジナル）
- 突撃駆逐艦級
  - 駆逐艦前期生産型
  - 駆逐艦後期生産型・甲型（ゲームオリジナル）
  - 駆逐艦後期生産型・乙型（ゲームオリジナル）
  - 駆逐艦後期生産型・丙型（ゲームオリジナル）
- パトロール艦級
- 自動超弩級戦艦級 / 無人重戦艦
- 自動重駆逐艦級 / 無人駆逐艦
- 突撃駆逐艦雪風改級大山式「雪風・改」 / 無人突撃駆逐艦「雪風（ゆきかぜ）改」（ゲームオリジナル）
- 防衛軍物資輸送／工場艦 / 輸送艦
- 改彗星帝国高速駆逐艦級（ゲームオリジナル）
- 改彗星帝国ミサイル艦級（ゲームオリジナル）
- 改彗星帝国中型空母級（ゲームオリジナル）

#### ガミラス帝国（PSゲームシリーズ第5作）
回想ステージのみ登場。
- 改機動デスラー総統府型指揮戦艦

#### 白色彗星帝国（PSゲームシリーズ第5作）
回想ステージのみ登場。
- 火炎直撃砲搭載戦艦「メダルーザ」
- 大型戦艦級
- 高速駆逐艦級
- ミサイル艦級
- 超大型空母級
- 次元潜航艦級

#### 暗黒星団帝国（PSゲームシリーズ第5作）
- 巨大戦艦プレアデス級
- 主力戦艦級（ゲームオリジナル）
- 狙撃戦艦級（ゲームオリジナル）
- 巡洋艦級（ゲームオリジナル）
- 駆逐艦級（ゲームオリジナル）
- 護衛駆逐艦級
- 大型主力空母級（ゲームオリジナル）
- 戦闘空母級（ゲームオリジナル）

### 宇宙戦艦ヤマト 二重銀河の崩壊

#### 地球防衛軍（PSゲームシリーズ第6作）
- 宇宙戦艦ヤマト
- 戦略指揮戦艦アンドロメダ改級「春藍」（ゲームオリジナル）
- 改アンドロメダ級2番艦「ネメシス」（ゲームオリジナル）
- 主力戦艦級
  - 主力戦艦前期生産型
  - 主力戦艦後期生産型・甲型（ゲームオリジナル）
  - 主力戦艦後期生産型・乙型（ゲームオリジナル）
  - 主力戦艦後期生産型・丙型（ゲームオリジナル）
- 戦闘空母級/ 攻撃空母
- 巡洋艦級
  - 巡洋艦前期生産型
  - 巡洋艦後期生産型・甲型（ゲームオリジナル）
  - 巡洋艦後期生産型・乙型（ゲームオリジナル）
  - 巡洋艦後期生産型・特務型（ゲームオリジナル）
- 突撃駆逐艦級
  - 駆逐艦前期生産型
  - 駆逐艦後期生産型・甲型（ゲームオリジナル）
  - 駆逐艦後期生産型・乙型（ゲームオリジナル）
  - 駆逐艦後期生産型・丙型（ゲームオリジナル）
- パトロール艦級
- 自動超弩級戦艦級 / 無人重戦艦
- 自動重駆逐艦級 / 無人駆逐艦
- 突撃駆逐艦雪風改級大山式「雪風・改」 / 無人突撃駆逐艦「雪風（ゆきかぜ）改」（ゲームオリジナル）
- 防衛軍物資輸送／工場艦 / 輸送艦
- 改彗星帝国高速駆逐艦級（ゲームオリジナル）
- 改彗星帝国ミサイル艦級（ゲームオリジナル）
- 改彗星帝国中型空母級（ゲームオリジナル）

#### 暗黒星団帝国（PSゲームシリーズ第6作）
- 無限β砲搭載超弩級戦艦グロテーズ
- 主力戦艦級（ゲームオリジナル）
- 狙撃戦艦級（ゲームオリジナル）
- α砲搭載実験戦艦級（ゲームオリジナル）
- 巡洋艦級（ゲームオリジナル）
- 駆逐艦級（ゲームオリジナル）
  - 高速駆逐艦級（ゲームオリジナル）
- 護衛駆逐艦級
- 戦闘空母級（ゲームオリジナル）

## その他の作品

### 新宇宙戦艦ヤマト

#### 所属不明
- グレートヤマト
- まほろば
- スターシアシップ

#### 地球防衛軍（新）
- 雪風

#### ダークィーン
- 暗黒戦艦ファンタズマ
- メタノイドのクルーザー

### SPACE BATTLESHIP ヤマト

#### 地球防衛軍（実写映画）
- 宇宙戦艦ヤマト
- 沖田艦
- 駆逐艦ゆきかぜ
- 宇宙戦艦きりしま
- 駆逐艦ふゆづき

#### ガミラス（実写映画）
- デスラー艦
- ガミラス戦艦
- ガミラス空母
- 大型砲艦

## 備考
宇宙戦艦ヤマトシリーズの登場艦船に関して、諸元や武装、設定などかなりの部分で混乱や異説が見られる。これは以下の理由によるものである。
- 第1作『宇宙戦艦ヤマト』においては一部艦艇を除いて明確な設定が作られていなかった。仮に作られていたとしてもガミラスの戦艦等、多くはヤマトとの比較で大きさが決められていたが、肝心のヤマト自体の設定が放送当時は曖昧であった。それゆえに現在に至るも不確定要素を多く残す結果となっている。
- 『さらば宇宙戦艦ヤマト 愛の戦士たち』や『宇宙戦艦ヤマト2』に関して、主に諸元に多くの異説が見られるが、これは当時のブームにより、さまざまな媒体がヤマトを採り上げることで設定が乱立してしまったことが大きな原因となっている。特に以下の3つに関しては、統合されないまま一人歩きしているのが現状である。
  - プラモデルに同梱されていた冊子や組立説明書に記載されていた設定
  - 徳間書店の『テレビランド』や小学館の『てれびくん』などの雑誌で展開されていた設定
  - オフィスアカデミーが公式設定として豪華本などに記載した設定